# Fiesta en el jardín
Fiesta en el Jardín é um álbum de estúdio de Aline Barros, sendo o quarto de sua carreira em espanhol, gravado e lançado em 2005. Dedicado ao público infantil, o disco recebeu uma indicação ao Prêmio Arpa no ano seguinte. O álbum é uma versão do álbum Bom É Ser Criança vol. 2. Ficaram de fora da versão em espanhol as faixas: "Os Discípulos" e "A de Aline, A de Alegria". 

## Faixas
| N.º | Título                    | Compositor(es)                          | Duração |  |
| 1.  | "Yo Danzo Cómo David"     | Solange Cesar e Davidson                |         |  |
| 2.  | "Apagón"                  | Solange Cesar e Davidson                |         |  |
| 3.  | "La Escuela Dominical"    | Solange Cesar e Beno Cesar              |         |  |
| 4.  | "Una Fiesta En El Jardín" | Osmarino Araújo                         |         |  |
| 5.  | "Mi Héroe"                | Osmarino Araújo                         |         |  |
| 6.  | "Nació Jesús"             | Ed Wilson                               |         |  |
| 7.  | "Retrato"                 | Joran                                   |         |  |
| 8.  | "Los Animales"            | Solange Cesar e Beno Cesar              |         |  |
| 9.  | "1000 Bolitas de Jabón"   | Solange Cesar e Beno Cesar              |         |  |
| 10. | "Ding Dong Ding Dong"     | Ana Feitosa e Edson Feitosa             |         |  |
| 11. | "Vamos A Saltar"          | Solange Cesar e Beno Cesar              |         |  |
| 12. | "Feliz Cumpleaños"        | Sandra Barros, Solange Cesar e Davidson |         |  |

## Indicações
Prêmio Arpa
| Ano  | Categoria                                   | Resultado |
| ---- | ------------------------------------------- | --------- |
| 2005 | Melhor Álbum Infantil - Fiesta en el Jardin | Indicada  |